# Hausdorffův prostor

Body x a y odděleny svými okolími U a V

V topologii a příbuzných matematických oborech se Hausdorffovým, separovaným neboli T2 prostorem rozumí topologický prostor, kde různé body mají disjunktní okolí. Je to jeden z několika oddělovacích axiomů a to dokonce ten nejpoužívanější. Plyne z něj mnoho přirozených vlastností, třeba jednoznačnost limit.
Hausdorffovy prostory jsou pojmenovány po Felixi Hausdorffovi, jednom ze zakladatelů topologie. Jeho původní definice topologického prostoru (z roku 1914) obsahuje právě tuto podmínku jako axiom.

## Definice
Topologický prostor (X,τ) se nazývá Hausdorffův, pokud pro každé dva různé body x a y prostoru X, existují taková okolí U bodu x a V bodu y, že U ∩ V = {\displaystyle \emptyset }. Tato podmínka je třetí separační axiom a někdy se tedy označuje T2 (první dva axiomy jsou T0 a T1).
Ekvivalentní definice je, že prostor X je Hausdorffův, právě když diagonála Δ = {(x,x) | x ∈ X} je uzavřená v topologickém součinu X × X.
Třetí ekvivalentní podmínka říká, že každá jednobodová podmnožina prostoru X je průnikem všech uzavřených okolí bodu x.

## Příklady a protipříklady
Nejběžnějšími příklady Hausdorffových prostorů jsou metrické prostory – každý metrický prostor je Hausdorffův (dokonce je i normální neboli T4). Tedy třeba reálná čísla s běžnou topologií definovanou pomocí absolutní hodnoty jsou důležitý příklad. Vlastně skoro všechny prostory, o kterých mluví matematická analýza jsou Hausdorffovy, protože je to u nich explicitně zmíněno v definici (příkladem jsou variety), nebo jsou metrické.
Z obecných topologických prostorů T2 podmínku splňuje třeba diskrétní prostor, nebo všechny prostory, jejichž topologie je určena lineárním uspořádáním (báze topologie jsou otevřené intervaly {\displaystyle (a,b)=\{x|a<x<b\}}). Také o kompaktních prostorech se často předpokládá, že jsou i Hausdorffovy, ačkoliv o kompaktnosti má smysl mluvit i bez této podmínky.
Nejjednodušším příkladem T1 prostoru, který není Hausdorffův je (nekonečný) prostor s kokonečnou topologií – otevřené množiny jsou právě kokonečné množiny (tj. takové jejíž doplněk je konečný). Kokonečná topologie se dá charakterizovat i tak, že uzavřené jsou všechny konečné množiny. Snadno se ověří, že tento prostor splňuje definici topologie a jen o trošku složitější je nahlédnout, že není T2.

## Vlastnosti
Podprostory a součiny Hausdorffových prostorů jsou opět Hausdorffovy. Pro faktorprostory to ale neplatí (dokonce každý topologický prostor je faktorprostorem Hausdorffova prostoru).
Jedna z hezkých vlastností Hausdorffových prostorů je, že všechny kompaktní podmnožiny jsou uzavřené (to ovšem neplatí nutně pro všechny T1 prostory).
Důležitá vlastnost je, že máme-li dvě libovolná spojitá zobrazení {\displaystyle f,g:X\to Y} do Hausdorffova prostoru Y, pak množina {\displaystyle \{x\in X|f(x)=g(x)\}} je uzavřená v prostoru X. Tato podmínka je dokonce ekvivalentní s definicí, neboť si za prostor Y můžeme zvolit X × X a za f a g projekce na první, respektive druhou souřadnici a dostaneme, že diagonála Δ je uzavřená v prostoru X × X.
Pokud se v poslední podmínce budou zobrazení f a g shodovat na husté podmnožině prostoru X, tak se nutně už musí shodovat na celém X, čímž dostaneme další zajímavou vlastnost Hausdorffových prostorů. Jinak se dá také popsat takto: Je-li f: D → Y spojité zobrazení, kde D je hustá podmnožina X a Y Hausdorffův, tak existuje jediné zobrazení F: X → Y, které rozšiřuje f (tedy F(x) = f(x) pro každé x z D).